# 新北市區公車573路線
新北市區公車573路線，由台北客運營運，起點為信義國小，終點為南天母。

## 歷史
- 2020年1月1日起，原新北市區公車F605路線更名為新北市區公車573路線，並開始收費。[4][5][6][7]

## 歷代用車

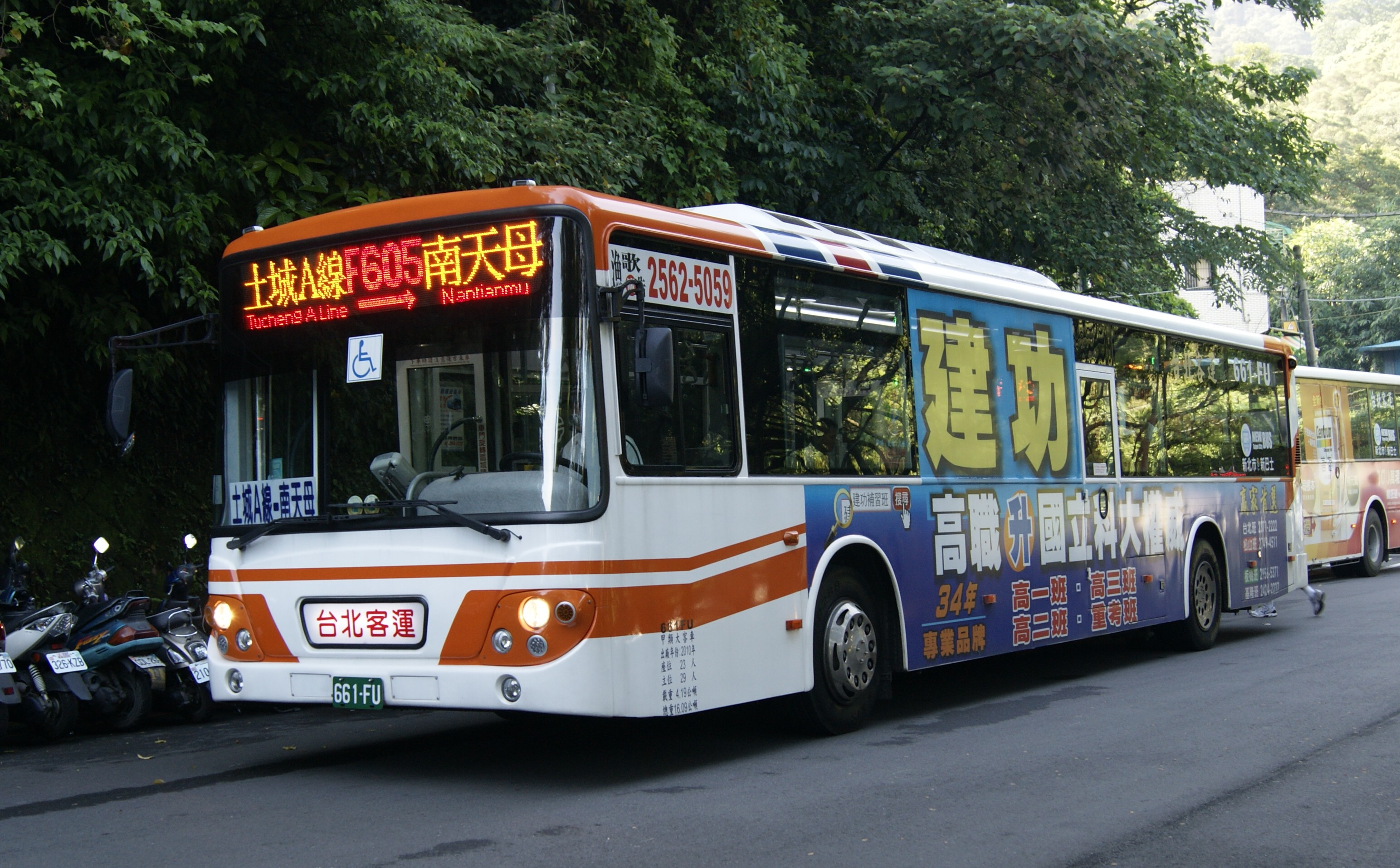

## 外部連結
- 台北客運 （页面存档备份，存于）
- 大臺北公車573 （页面存档备份，存于）
- 暢行台北公車客運資訊站的Facebook專頁